# Papyrus 2
- Papyrus
- Onciale
- Minuscules
- Lectionnaire

Le Papyrus 2 ({\displaystyle {\mathfrak {P}}}2) est une copie du Nouveau Testament en grec et copte, réalisée sur un rouleau de papyrus au VIe siècle.
Le texte s'agit de l'Évangile selon Jean (12,12-15) en grec et Évangile selon Luc (7,22-26.50) en copte.
Le texte du codex représenté type mixte. Kurt Aland le classe en Catégorie III.
Le manuscrit a été examiné par Ermenegildo Pistelli.
Il est actuellement conservé au Musée égyptien de Florence (Inv. no. 7134),.